# ديفيد ساذرلاند
ديفيد ساذرلاند (بالإنجليزية: David Sutherland)‏ هو لاعب غولف أمريكي، ولد في 20 فبراير 1966 في روزفيل في الولايات المتحدة.

## وصلات خارجية
- ديفيد ساذرلاند على موقع رابطة لاعبي الغولف المحترفين (الإنجليزية)
- ديفيد ساذرلاند على موقع التصنيف العالمي الرسمي للغولف (الإنجليزية)